# Cantacuzeni
I Cantacuzeni appartenevano ad una illustre famiglia nobiliare bizantina, che iniziò a distinguersi nell'impero bizantino dall'XI secolo; la famiglia esiste ancora oggi. La famiglia d'origine bizantina veniva dall'odierna Grecia. Nel XVI secolo, alcuni membri della famiglia dei Cantacuzeni andarono in Romania, dove riuscirono a imparentarsi con i nobili del luogo, tanto che tre rappresentanti della famiglia Cantacuzeno divennero principi della Valacchia e della Moldavia; qui la famiglia cambiò il proprio nome da Cantacuzeni in Cantacuzini.

## Membri celebri della famiglia
- Cantacuzeno, fu ammiraglio della marina bizantina.
- Giovanni Cantacuzeno, fu un ufficiale bizantino.
- Manuele Cantacuzeno, fu un nobile bizantino.
- Giovanni Cantacuzeno, fu un cesare bizantino.
- Teodoro Cantacuzeno, fu un oppositore di Andronico I Comneno.
- Giovanni VI Cantacuzeno, fu reggente di Giovanni V Paleologo, del trono di Bisanzio, dal 1347 fino al 1354.
- Matteo Cantacuzeno, fu coimperatore al trono dei basileis dal 1353 fino al 1357, poi despota della Morea.
- Manuele Cantacuzeno, fu despota della Morea.
- Demetrio I Cantacuzeno, fu despota della Morea.
- Giovanni Cantacuzeno, fu despota titolare della Morea.
- Manuele Cantacuzeno, tentò di impadronirsi del despotato della Morea, nel 1453.
- Elena Cantacuzena, fu contessa di Salona, sposò Louis Fadrique, conte di Salona.
- Șerban Cantacuzino, fu principe della Valacchia dal 1678, fino al 1688.
- Costantino II Pavel Besarab Cantacuzino Brâncoveanu, fu principe della Valacchia dal 1688, fino al 1714.
- Stefano Cantacuzino, fu principe della Valacchia dal 1714, fino al 1716.